# Sambtenga
Ne doit pas être confondu avec Sambtinga.
Sambtenga, parfois orthographié Sabtenga, est une commune rurale située dans le département de Salogo de la province du Ganzourgou dans la région Plateau-Central au Burkina Faso.

## Géographie
Sambtenga est situé à environ 5 km à l'est de Salogo, le chef-lieu du département.

## Santé et éducation
Le centre de soins le plus proche de Sambtenga est le centre de santé et de promotion sociale (CSPS) de Salogo tandis que le centre médical avec antenne chirurgicale (CMA) se trouve à Zorgho.